# Lars Fornelius
Lars Fornelius eller Laurentius Jonæ Fornelius Ostrogothus, född 26 mars 1606 i Fornåsa, Östergötland, död 7 juli 1673 i Gamla Uppsala, var en svensk riksbibliotekarie, professor vid Uppsala universitet, poet, rektor för Uppsala universitet.
Lars Fornelius var enligt egen utsago son till bonden Johan Persson i Hycklinge, Fornåsa socken. Modern hette Ragnhild Nilsdotter. Vid inskrivningen till Uppsala universitet i september 1624 skrev han sig som Laurentius Jonae Fornelius, ett släktnamn som inte tidigare använts i släkten. Han anklagades 1627 inför konsistorium  för att han "taget sign dristigheet före til att hålla collegia privata emoot Constit. acad." och förmanades därmed att avstå "sub poena transgressionis", vilket han också utlovade. I Uppsala författade Fornelius Institutio Poeseos, det första verk i poetik från Sverige som man känner till. Verket är huvudsakligen om omskrivning av Julius Caesar Scaligers Poetices libri septem. Fornelius reste år 1628 i Nederländerna. Han disputerade 1629 i Leiden och blev hedrad med "Gradu Magisterii". Bland hans lärare i Leiden återfinns namn som Daniel Heinsius, Gerardus Joannis Vossius och Franco Burgersdijk – den senare ett på den tiden stort namn inom den nyaristoteliska rörelsen som började tränga undan ramisterna.
Därefter for Fornelius till Tyskland, och följde Gustav II Adolf till dennes död i Lützen år 1632. Året innan hade han författat hexameterpoemet Gustavus Sago-Togatus, som var en lovprisning av Gustav II Adolfs insatser som krigare och kulturperson. Fornelius skrev även hjältedikt över Gustav Vasa, och från hans hand finns dikter på både latin och grekiska bevarade. Han beskrivs i ett protokoll: "Var en underlig men högt bildad man, särskilt namnkunnig för sitt mästerskap i den klassiska poesin." 
Han återkom till Sverige, och den 26 mars 1634 efterträdde Fornelius Johannes Bureus som drottning Kristinas hovbibliotekarie vid Kungliga biblioteket i Stockholm, varmed han räknas som Sveriges andre riksbibliotekarie. Den 5 november 1635 blev han dessutom professor poeseos i Uppsala, men bytte år 1636 ämbetet till en teologie professur. Teologieprofessuren räknades med tidens rangordning som en finare professur än den förra. Trots att Fornelius hade teologieprofessuren ägnade han sig framför allt åt poetiken. Han var rektor för Uppsala universitet 1640 och 1646. Vidare var han promotor i filosofiska fakulteten 1642 och Östgöta nations inspektor 1650–1663. 1647 överlämnade han tjänsten som bibliotekarie till Johan Freinshemius.
Fornelius kallas ibland Sveriges förste estetiker. Med detta åsyftas att han presenterade Aristoteles poetik i Sverige i den tolkning av denne som från renässansen gjorde sig gällande i Italien och Nederländerna. Enligt tjänstebeskrivningen hade han att undervisa i latinska poeter som Vergilius, Horatius, och Ovidius Metamorfoser. 1643 utkom med Fornelius med sitt huvudarbete, Poetica Tripartita. Den första delen i detta verk, Disputatio de poeticae origine, natura, usu, et jurisdictione, var en avhandling som Andreas Olai Wentilius var respondent för 1641, medan den andra och tredje delen, De Poematum Divisione respektive De Charactere, däremot inte har kunnat återfinnas som ventilerade avhandlingar. Med dagens mått mätt är verket osjälvständigt och består ibland av rena avskrifter från kända poetiker. Verket användes som lärobok fram till 1748.
Inte många avhandlingar lades fram för Fornelius. En avhandling handlar om politik, och en annan om naturfilosofi, vilka förutom den ovan nämnda är de enda som finns i Kungliga bibliotekets katalog. Själv författade han bland annat en kyrkopostilla över årets alla helgdagar.
Lars Fornelius var gift med Anna Andersdotter Helsingia, dotter till kyrkoherden Andreas Erici Helsingius och Brita Nilsdotter, och halvsyster till Claes Kugelhielm. Deras son Jonas Fornelius blev professor i matematik och rektor för Uppsala universitet. Dottern Anna gifte sig med professor Jakob Arrhenius, och en annan dotter var gift med professor Petrus Erici Ljung.
Lars Fornelius gravsten finns i golvet i altargången inne i Gamla Uppsala kyrka.